# Горбов, Михаил Михайлович
Михаил Михайлович Горбов (1940—2001) — российский учёный, доктор технических наук, профессор, заслуженный изобретатель РСФСР (1977) .
Родился в с. Аксу Алма-Атинской области 6 августа 1940 г.
Окончил Томский политехнический институт по специальности инженер-электрик (1962).
С 1962 по 1990 г. главный конструктор емкостного приборостроения ОКБА (Опытно-конструкторское бюро автоматики) НПО «Химавтоматика» (Барнаул). В 1971 г. защитил кандидатскую диссертацию «Бесконтактный контроль площади поперечного сечения текстильных волокон емкостным методом». В 1990 г. защитил докторскую диссертацию. В 1992 г. утверждён в учёном звании профессор.
В период работы в НПО «Химавтоматика» стал автором 36 изобретений в области разработки приборов аналитического контроля, на которые получил 27 патентов.
С 1991 г. профессор кафедры информационно-измерительной техники Алтайского государственного технического университета.
Соавтор монографий:
- Бесконтактные емкостные микрометры / М. Г. Струнский, М. М. Горбов. — Л. : Энергоатомиздат : Ленингр. отд-ние, 1986. — 132,[1] с. : ил.; 22 см.
- Параметрические первичные измерительные преобразователи / В. В. Евстигнеев, М. М. Горбов, О. И. Хомутов. — М : Высшая школа, 1997.

Общее количество научных публикаций — более 50 (журналы «Электричество», «Радиотехника», «Автометрия», ИПИ РАН - Энергетика, «Дефектоскопия»).
Заслуженный изобретатель РСФСР (1977). Награждён орденами «Знак Почёта» и Трудового Красного Знамени.